# Sylvia da Silveira de Mello Vargas
Sylvia da Silveira de Mello Vargas ( – 2 de setembro de 2023) foi uma médica e professora brasileira. Ocupou o cargo de vice-reitora da Universidade Federal do Rio de Janeiro  entre julho de 2003 e julho de 2011. Além de vice-reitora, foi diretora da bicentenária Faculdade de Medicina. Também ocupou a posição de presidente do Conselho Administrativo da Fundação Universitária José Bonifácio.
Em 2008, Sylvia Vargas foi homenageada pela Sociedade de Medicina e Cirurgia do Rio de Janeiro com o título de Médica do Ano, justamente na ocasião em que a comunidade médica celebrava os 200 anos do ensino médico no Brasil, marcado pelas pioneiras Escolas Médicas do Rio de Janeiro (hoje a Faculdade de Medicina da UFRJ) e da Bahia.